# Radio Nacional de Andorra
Radio Nacional de Andorra (oficialmente y en catalán: Ràdio Nacional d'Andorra) es la emisora pública de la entidad RTVA (Ràdio i Televisió d'Andorra). Puesta en marcha el 8 de septiembre de 1990, emite en la 91.4 y  94.2 del dial de la FM en todo el Principado. Sus estudios se encuentran situados en la Baixada del Molí, en la parroquia de Andorra la Vieja.
Ofrece una programación de carácter generalista centrada en la actualidad, el entretenimiento y la música.